# Katowice Open 2015
Katowice Open 2015 — жіночий тенісний турнір, що проходив на закритих кортах з твердим покриттям. Це був третій турнір Katowice Open, in the International category в рамках Туру WTA 2015. Відбувся на арені Spodek у Катовиці (Польща). Тривав з 6 до 12 квітня 2015 року.

## Очки і призові

### Розподіл очок
| Дисципліна       | П   | Ф   | ПФ  | ЧФ | 1/8 | 1/16 | Q   | Q3  | Q2  | Q1  |
| Одиночний розряд | 280 | 180 | 110 | 60 | 30  | 1    | 18  | 14  | 10  | 1   |
| Парний розряд    | 280 | 180 | 110 | 60 | 1   | Н/Д  | Н/Д | Н/Д | Н/Д | Н/Д |

### Розподіл призових грошей
| Дисципліна       | П       | F       | ПФ      | ЧФ     | 1/8    | 1/16   | Q2   | Q1   |
| Одиночний розряд | $43,000 | $21,400 | $11,300 | $5,900 | $3,310 | $1,925 | $730 | $530 |
| Парний розряд    | $12,300 | $6,400  | $3,435  | $1,820 | $960   | Н/Д    | Н/Д  | Н/Д  |

## Учасниці основної сітки в одиночному розряді

### Сіяні
| Країна     | Гравчиня               | Рейтинг1 | Сіяна |
| ---------- | ---------------------- | -------- | ----- |
| Польща     | Агнешка Радванська     | 8        | 1     |
| Франція    | Алізе Корне            | 24       | 2     |
| Італія     | Каміла Джорджі         | 37       | 3     |
| Словаччина | Магдалена Рибарикова   | 47       | 4     |
| Естонія    | Кая Канепі             | 51       | 5     |
| Італія     | Карін Кнапп            | 55       | 6     |
| Бельгія    | Кірстен Фліпкенс       | 57       | 7     |
| Словаччина | Анна Кароліна Шмідлова | 58       | 8     |

- 1 Рейтинг подано станом на 23 березня 2015.

### Інші учасниці
Нижче наведено учасниць, які отримали вайлд-кард на участь в основній сітці:
- Магдалена Френх
- Уршуля Радванська

Гравчиня, що потрапила в основну сітку завдяки захищеному рейтингові:
- Віра Звонарьова

Нижче наведено гравчинь, які пробились в основну сітку через стадію кваліфікації:
- Магда Лінетт
- Шахар Пеєр
- Петра Мартич
- Нігіна Абдураїмова

Як щасливий лузер в основну сітку потрапили такі гравчині:
- Єлизавета Кулічкова

### Знялись з турніру
До початку турніру
- Віталія Дяченко →її замінила Марія Тереса Торро Флор
- Осеан Доден (ear infection) →її замінила Єлизавета Кулічкова
- Юлія Гергес →її замінила Деніса Аллертова
- Юганна Ларссон →її замінила Анна-Лена Фрідзам
- Кароліна Плішкова →її замінила Ан-Софі Месташ
- Франческа Ск'явоне →її замінила Місакі Дой

## Учасниці в парному розряді

### Сіяні
| Країна  | Гравчиня            | Країна  | Гравчиня            | Рейтинг1 | Сіяна |
| ------- | ------------------- | ------- | ------------------- | -------- | ----- |
| Польща  | Клаудія Янс-Ігначик | Франція | Крістіна Младенович | 55       | 1     |
| Чехія   | Клара Коукалова     | Чехія   | Катерина Сінякова   | 125      | 2     |
| Україна | Людмила Кіченок     | Україна | Надія Кіченок       | 146      | 3     |
| Україна | Юлія Бейгельзимер   | Чехія   | Ева Грдінова        | 184      | 4     |

- 1 Рейтинг подано станом на 23 березня 2015.

### Інші учасниці
Пара, що отримала вайлд-кард на участь в основній сітці:
- Магдалена Френх /  Катажина Кава

## Переможниці

### Одиночний розряд
- Анна Кароліна Шмідлова —  Каміла Джорджі 6–4, 6–3

### Парний розряд
- Їсалін Бонавентюре /  Демі Схюрс —  Джоя Барб'єрі /  Карін Кнапп, 7–5, 4–6, [10–6]